# Daniel Ortega
José Daniel Ortega Saavedra (n. 11 noiembrie 1945, La Libertad⁠(d), Departamentul Chontales, Nicaragua) este un politician nicaraguan, care îndeplinește funcția de Președinte al Nicaraguei din 2007; anterior conducând țara între 1979 și 1990, întâi în calitate de  coordonator al Juntei de Gobierno de Reconstrucción Nacional (1979-1985), iar apoi ca președinte (1985-1990). În noiembrie 2021, Daniel Ortega, a fost reales pentru un al patrulea mandat de cinci ani, cu 75% din voturi, potrivit primelor rezultate oficiale parțiale publicate de Consiliul Electoral Suprem.